# 소무의항
소무의항은 인천광역시 중구 무의동, 소무의도 섬에 있는 어항이다. 2006년 9월 8일 어촌정주어항으로 지정되었다. 시설관리자는 인천 중구청장이다.

## 어항 연혁
- 2006년 6월 13일 인천광역시장이 어촌어항법 제17조 규정에 의하여 지방어항 지정을 해제하였다.[1]
- 2006년 9월 8일 인천광역시 중구청장이 어촌정주어항으로 지정 고시하였다.[2]

## 어항 구역
본 항의 어항 구역은 다음과 같다.
- 수역(22,000m2): 북측 방파제 기부에서 전방 100m 떨어진 점과 남측 방파제 기부에서 전방 100m 떨어진 점을 차례로 연결한 수역
- 육역(445m2): 무의동 998-1(제방), 998-2(잡종지), 998-3(임야)

## 어항 시설
- 선착장 24m, 물양장 195m, 방파제 80m

## 주요 어종
- 광어, 우럭